# Ґрюнгорн
Ґрюнгорн або Великий Ґрюнгорн (нім. Gross Grünhorn, тобто «Велика зелена вершина») — це гора висотою 4 043,5 м.н.м. в Бернських Альпах, розташована в кантоні Вале.

## Опис
Гора розташована на хребті між двома найбільшими льодовиками Альп: Алеч на захід та Фішер на схід. На південь від Ґрюнгорну розташована гора Великий Ванненгорн, а на північ — Великий Фішергорн.
Гора складена з амфіболітової породи, яка містить зелені амфіболи, що і дало горі її назву.

## Альпінізм

### Історія підкорення

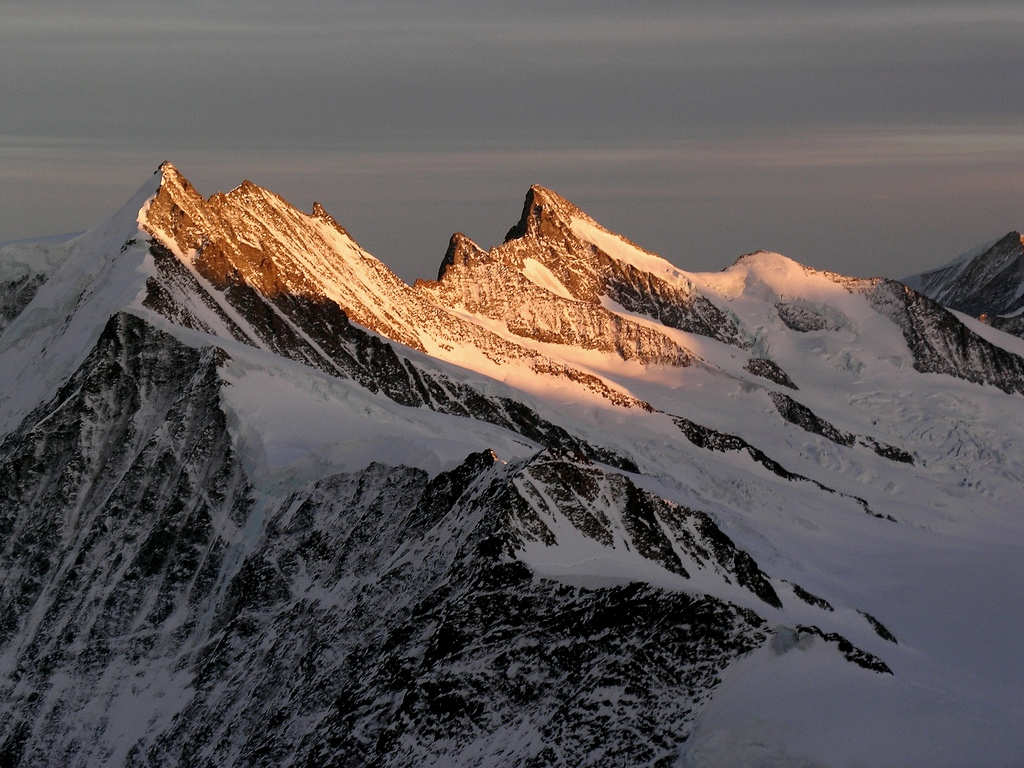
Ґрюнгорн (в центрі) з півночі

Перше сходження на гору відбулося 07 серпня 1865 року по західному схилу. Його здійснили бернський мінералог Едмунд фон Фелленберг з провідниками Перером Міхелем, Петером Еггером та Петером Інебнітом. Вони почали сходження з Поля вічного снігу (нім. Ewigschneefeld), рукава Алецького льодовика і успішно досягли вершини, незважаючи на надзвичайно погані природні умови. Ті ж самі альпіністи за рік до того намагалися здійснити сходження, але досягли тільки меншої за висотою дочірньої вершини Ґрюнеґґгорн.
Маршрут по північно-східному хребту був вперше пройдений 26 серпня 1913 року Д.фон Бетманом-Гольвегом та О. Суперсаксо.
Влітку 1950 року, Г. ван дер Лек піднявся по західному схилу. Західна колона була вперше підкорена К. Блумом та У. Фраєм 27 серпня 1967 року.

### Маршрути
Сучасний стандартний маршрут (найлегший підйом) веде від гірського прихистку нім. Konkordiahütte (2 850 м.н.м.) через Ґрюнеґґгорн (3 863 м.н.м.) та південно-західний кряж. До прихистку можна дістатися від селища Фіш (1 049 м.н.м.).